# Michael Maximilian Franz von Althann
Michael Maximilian Franz von Althann (ur. 13 marca 1769 w Wiedniu, zm. 28 listopada 1834 w Swojczycach) – austriacki arystokrata z rodu Althannów, hrabia, właściciel dóbr ziemskich w południowej części hrabstwa kłodzkiego.

## Życiorys
Urodził się w 1769 roku w Wiedniu jako najmłodszy syn Michaela Johanna von Althanna i jego czwartej żony Marii Christiny Juliany von und zu Wildenstein (1727-1794). Pochodził z bocznej linii rodu Althannów. W młodości przebywał na dworze cesarskim, gdzie pełnił szereg funkcji. W 1796 roku poślubił Marię Franziskę Eleonorę von Thürheim (1774-1818), z którą miał czterech synów:
- Michaela Josepha (1798-1861)
- Michaela Karla (1801-1881)
- Michaela Gustava (1807-1864)
- Michaela Ludwiga Leopolda Ferdinanda (1808-1890)

Brał czynny udział w wojnach napoleońskich, walcząc w armiach koalicji antynapoleońskiej. Po bezpotomnej śmierci starszego brata Michaela Franza Antona w 1817 roku przejął rodowe posiadłości na ziemi kłodzkiej, w skład których wchodziły: majorat w Międzylesiu, dobra w Roztokach i Wilkanowie. Za jego rządów rozwinęły się nowe cechy rzemieślnicze murarzy i kamieniarzy, co związane było z częściowym upadkiem tkactwa w południowych Sudetach na skutek wojen. W latach 1827–1833 wybudowano przez środek jego dóbr nową szosę łączącą Wrocław z Wiedniem, która polepszyła dostępność komunikacyjną południowej części ziemi kłodzkiej z innymi rejonami Prus i Austrii. Zmarł w 1834 roku w Swojczycach (obecnie osiedle Wrocławia).